# Millennium Gemeente

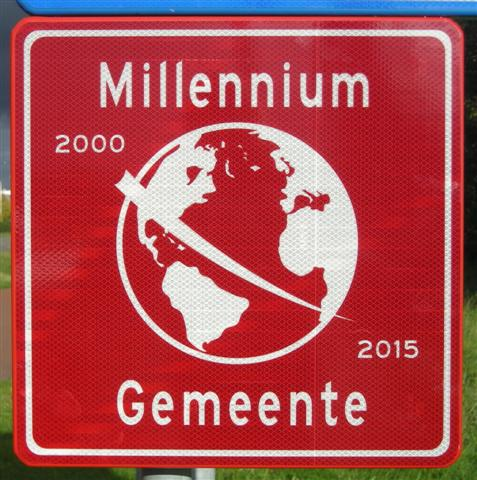
Bord Millennium Gemeente

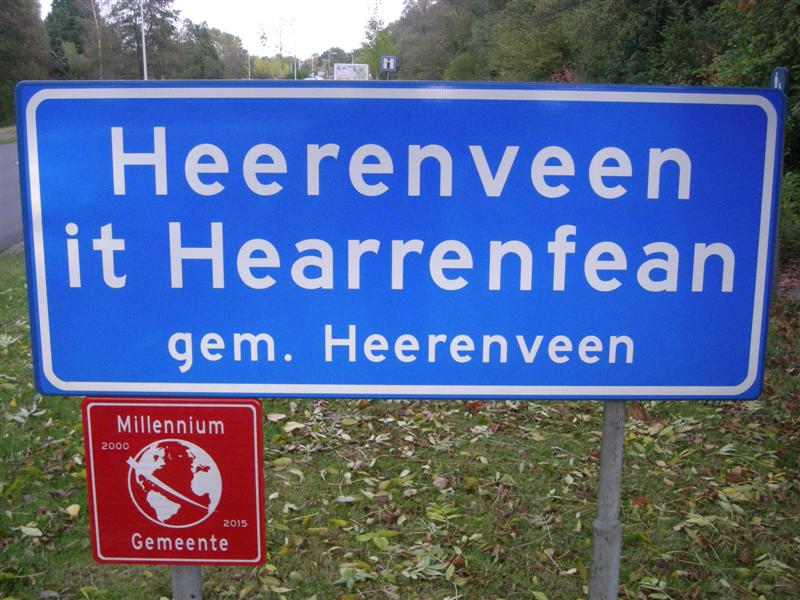
Millennium Gemeente Heerenveen

Een Millennium Gemeente is een Nederlandse gemeente die meedoet met een landelijke, door de Vereniging van Nederlandse Gemeenten opgezette actie. Zij willen daarmee helpen om de acht millenniumdoelstellingen, die door de Verenigde Naties bij de start van het nieuwe millennium in 2000 zijn opgesteld, te halen.
In oktober 2007 hadden zich 44 Nederlandse gemeenten (na een oproep van de Vereniging van Nederlandse Gemeenten) opgegeven. In januari 2010 was het aantal Millennium Gemeenten gestegen naar 137 en in november 2014 waren het er 160.
Dat een bepaalde gemeente zich inzet wordt duidelijk door een speciaal bord Millennium Gemeente aan een toegangsweg bij de gemeentegrens.

## Verenigde Naties
Van 6 tot en met 8 september 2000 werd er in de Algemene Vergadering van de VN een speciale bijeenkomst gehouden om te spreken over nieuwe doelen voor de organisatie als onderdeel van doelstellingshervormingen. Op 8 september 2000 werd de Millenniumverklaring aangenomen door de Algemene Vergadering. De Millenniumverklaring bevat concrete doelstellingen, geformuleerd als taken voor de Verenigde Naties. Er staan in de verklaring zes basisprincipes die essentieel zijn voor internationale samenwerking: vrijheid, gelijkheid, solidariteit, tolerantie, respect voor de natuur en gedeelde verantwoordelijkheid.

## Millenniumdoelstellingen
1. uitbannen van armoede en hongersnood (hier werd op 17 oktober 2007, Wereldarmoededag, aandacht aan besteed)
2. bereiken van een universele basiseducatie
3. gelijkwaardigheid tussen mannen en vrouwen
4. kindersterfte tegengaan
5. tegengaan van moedersterfte
6. uitbannen van hiv/aids, malaria en andere levensbedreigende ziekten
7. verzekeren van een duurzame omgeving
8. ontwikkelen van een wereldwijde samenwerking voor ontwikkeling

## Millennium Gemeente Dag
Op 7 oktober 2010 heeft in Utrecht de Millennium Gemeente Dag plaatsgevonden. Alle Millennium Gemeenten, en kandidaat-Millennium Gemeenten waren daar welkom. Naast workshops en discussies over de bijdrage van Millennium Gemeenten aan de millenniumdoelstellingen, en een informatiemarkt, is ook de Millennium Gemeente Televisie (MGTV) gelanceerd.

## Overzicht van Millennium Gemeenten
- Aa en Hunze
- Aalburg
- Achtkarspelen
- Almelo
- Almere
- Alphen-Chaam
- Amersfoort
- Amstelveen
- Amsterdam
- Apeldoorn
- Arnhem
- Assen
- Beesel
- Baarle-Nassau
- Barneveld
- Beek
- Bergen NH
- Beuningen
- Bloemendaal
- Bolsward
- Borger-Odoorn
- Borsele
- Boxtel
- Breda
- Breukelen
- Bronckhorst
- Bunnik
- Bussum
- Castricum
- Coevorden
- Culemborg
- Dalfsen
- Dantumadeel
- De Ronde Venen
- Delft
- Den Haag
- Deurne
- Deventer
- Doetinchem
- Dongeradeel
- Dordrecht
- Drechterland
- Drimmelen
- Dronten
- Duiven
- Ede
- Eindhoven
- Geertruidenberg
- Gemert-Bakel
- Gennep

- Goes
- Gorinchem
- Gouda
- Groningen
- Gulpen-Wittem
- Haarlem
- Hardenberg
- Hardinxveld-Giessendam
- Heemskerk
- Heerenveen
- Heerhugowaard
- Heerlen
- Heiloo
- Helden
- Helmond
- Hengelo
- Het Bildt
- Heusden
- Hilversum
- Hof van Twente
- Hoogeveen
- Hoorn
- Horst aan de Maas
- Houten
- Huizen
- Hulst
- IJsselstein
- Kaag en Braassem
- Koggenland
- Kollumerland c.a.
- Landgraaf
- Langedijk
- Leek
- Leerdam
- Leiden
- Lelystad
- Leudal
- Maastricht
- Menaldumadeel
- Meppel
- Moerdijk
- Nieuwegein
- Nijmegen
- Noordoostpolder
- Nunspeet
- Oegstgeest
- Oldambt
- Ommen
- Ooststellingwerf

- Opsterland
- Oss
- Peel en Maas
- Rhenen (inmiddels geen deelnemer meer)
- Rijswijk (Zuid-Holland)
- Roermond
- Roosendaal
- Rotterdam
- Schagen
- Schiermonnikoog
- Schinnen
- Schijndel
- Sittard-Geleen
- Skarsterlân
- Smallingerland
- Sneek
- Steenbergen
- Stein
- Ten Boer
- Terneuzen
- Teylingen
- Tholen
- Tilburg
- Twenterand
- Tynaarlo
- Tytsjerksteradiel
- Utrecht
- Veenendaal
- Veere
- Veldhoven
- Velsen
- Venlo
- Venray
- Vlagtwedde
- Voerendaal
- Vught
- Waalwijk
- Wageningen
- Wassenaar
- Westvoorne
- Wijchen
- Woerden
- Wormerland
- Wymbritseradeel
- Zaanstad
- Zeewolde
- Zeist
- Zoetermeer
- Zuidhorn
- Zwolle

## Bijzondere leden
- Madurodam
- Stadsdeel Amsterdam-West